# 737 (szám)
A 737 (római számmal: DCCXXXVII) egy természetes szám, félprím, a 11 és a 67 szorzata.

## A szám a matematikában
A tízes számrendszerbeli 737-es a kettes számrendszerben 1011100001, a nyolcas számrendszerben 1341, a tizenhatos számrendszerben 2E1 alakban írható fel.
A 737 páratlan szám, összetett szám, azon belül félprím, kanonikus alakban a 111 · 671 szorzattal, normálalakban a 7,37 · 102 szorzattal írható fel. Négy osztója van a természetes számok halmazán, ezek növekvő sorrendben: 1, 11, 67 és 737.
A 737 négyzete 543 169, köbe 400 315 553, négyzetgyöke 27,14774, köbgyöke 9,03280, reciproka 0,0013569. A 737 egység sugarú kör kerülete 4630,70757 egység, területe 1 706 415,740 területegység; a 737 egység sugarú gömb térfogata 1 676 837 867,2 térfogategység.